# Rik Vanwalleghem
Rik Vanwalleghem (Kortrijk, 9 oktober 1952) is een Belgisch journalist, redacteur, bestuurder en auteur.

## Levensloop
Vanwalleghem studeerde in 1975 af als bioloog aan de Rijksuniversiteit Gent. Vervolgens ging hij aan de slag als ambtenaar bij de Rijksdienst voor Monumenten- en Landschapszorg.
In augustus 1980 ging hij als sportjournalist aan de slag bij Het Nieuwsblad, waar hij in 1992 chef van de eindredactie werd. In 1997 werd hij aangesteld als adjunct-hoofdredacteur en in 1999 volgde hij Pol Van Den Driessche op als hoofdredacteur van deze krant. In 2001 nam hij ontslag uit deze functie en werd actief als communicatieverantwoordelijke van de wielerploeg Domo-Farm Frites. In mei 2001 zette hij deze samenwerking stop. Hij werd als hoofdredacteur van Het Nieuwsblad opgevolgd door Luc Soens.
Sinds 2006 was hij tevens directeur van het Centrum Ronde van Vlaanderen (CRVV) te Oudenaarde, een functie die hij uitoefende tot 2016. Hij werd in deze hoedanigheid opgevolgd door Geert Joris. Daarnaast was Vanwalleghem actief als journalist en columnist bij De Standaard van 2001 tot 2015.